# Streptocarpus muscicola
Streptocarpus muscicola är en tvåhjärtbladig växtart som beskrevs av Engler. Streptocarpus muscicola ingår i släktet Streptocarpus och familjen Gesneriaceae. Inga underarter finns listade i Catalogue of Life.